# Helicopsyche coreana
Helicopsyche coreana är en nattsländeart som beskrevs av Wolfram Mey 1991. Helicopsyche coreana ingår i släktet Helicopsyche och familjen Helicopsychidae. Inga underarter finns listade i Catalogue of Life.